# Salvadora (plante)
Cet article concerne le genre de plante. Pour le genre de serpents, voir Salvadora (genre).
Genre
Salvadora est un genre de plantes dicotylédones

## Liste des espèces
Selon GRIN (27 février 2011) et Missouri Botanical Garden. (29 Sep 2014)
- Salvadora oleiodes Decne.
- Salvadora persica L.
- Salvadora angustifolia